# Klaus-Dieter Kottnik
Klaus-Dieter Karl Kottnik (* 24. Mai 1952 in Stuttgart) ist württembergischer evangelischer Theologe und war von 2006 bis 2010 Präsident des Diakonischen Werks der Evangelischen Kirche in Deutschland.

## Leben
Nach dem Abitur studierte Kottnik von 1972 bis 1979 evangelische Theologie am Theologischen Seminar des Bundes Evangelisch-Freikirchlicher Gemeinde Hamburg-Horn, an der Universität Hamburg und an der Eberhard-Karls-Universität Tübingen. Er wurde im Jahre 1979 ordiniert. Es schloss sich das Ausbildungvikariat bis 1982 in Stuttgart-Rohr an. Von 1982 bis 1984 schloss sich eine weitere Zeit als Vikar beim Diakonischen Werk Württemberg an.
Von 1984 bis 1991 war Kottnik Gemeindepfarrer in Riedenberg. In der Zeit von 1987 bis 1991 war er, nach einer Zusatzausbildung in Pullach, zusätzlich Pressepfarrer im Dekanat Degerloch, Fernsehtraining und eine Weiterbildung in Familientherapie fanden in dieser Zeit ebenso statt. Von 1991 bis Januar 2007 war Kottnik theologischer Vorstand und Vorstandsvorsitzender der Diakonie Stetten, Kernen in Remstal. Zusätzlich war er von Juli 2005 bis Februar 2006 Vorstandsvorsitzender des Evangelischen Diakoniewerks Schwäbisch Hall. Von Beginn an seiner Tätigkeit in Stetten setzte sich Kottnik für Interessen von geistig und körperlich behinderten Menschen in verschiedenen Gremien ein. So war er von 2002 bis 2007 1. Vorsitzender des Bundesverbandes evangelische Behindertenhilfe (BeB).
Klaus-Dieter Kottnik wurde am 19. Oktober 2006 als Nachfolger von Jürgen Gohde zum Präsidenten des Diakonischen Werkes der EKD gewählt und trat dieses Amt am 1. Februar 2007 an. Nach dreieinhalb Jahren an der Spitze des Diakonischen Werkes legte Kottnik zum 30. September 2010 nach Bekanntwerden eines Filzverdachtes offiziell „aus gesundheitlichen Gründen“ sein Amt nieder.
Seit November 2017 ist Kottnik Vorsitzender des Verbandes der Deutschen Evangelischen Bahnhofsmission. Ebenfalls ist er Vorsitzender des Aufsichtsrats der Stephanus-Stiftung.
Kottnik ist verheiratet und hat zwei Kinder.

## Position
Schon bei Antritt seines Amtes als Präsident des Diakonischen Werks hat Kottnik die Diakonie als das soziale Gesicht der Kirche positioniert. Diakonie müsse eindeutig und glaubwürdig für benachteiligte Menschen Stellung beziehen.
Im April 2008 geriet Kottnik wegen Lohndumping deutschlandweit in die Kritik. „Kirchen-Mitarbeiter müssen Hartz IV beantragen“ titelte beispielsweise Spiegel Online am 28. April 2008 und bezog sich dabei auf ARD-Recherchen, wonach die Diakonie Mitarbeiter beschäftigt, die so wenig verdienen, dass sie zusätzlich Hartz-IV-Leistungen in Anspruch nehmen müssen. Kottnik bestritt allerdings, dass es systematisches Sozialdumping bei der Diakonie gebe.